# Batalla de Camulodunum
La batalla de Camulodunum, coneguda també com la massacre de la Legió IX, va ser un dels enfrontaments que tingueren lloc durant la Revolta de Boudica liderada per Boudica, reina dels icens, contra l'ocupació romana de Britànnia. En un intent de socórrer la colònia de Camulodunum (Colchester, Essex), assetjada pels rebels, la Legió IX Hispana, comandada per Quint Petil·li Cerial, s'enfrontà a una força molt més nombrosa de tribus britones liderades pels icens. Aproximadament un 80% dels soldats romans van morir durant la batalla. Aquest fet es recull als Annals de l'historiador Tàcit.

## Preludi
L'any 60 o 61 Boudica liderà una revolta contra els romans aprofitant que el governador Gai Suetoni Paulí es trobava al País de Gal·les. El primer objectiu dels rebels va ser ocupar Camulodunum, antiga capital dels Trinovants, convertida en colònia romana. Tàcit diu que la ciutat estava molt pobrament defensada. Els colons romans, molts dels quals eren antics soldats, demanaren ajuda als procurador Catus Decianus, que només va enviar 200 auxiliars. Els atacants van cremar la ciutat fins als fonaments i els darrers defensors que es refugiaren al temple dedicat a Claudi, caigueren després de dos dies de setge. La Legió IX, comandada per Quint Petil·li Cerial, va intentar trencar el setge. És improbable que una legió completa de 5,000 homes participés en la batalla, ja que molts homes es trobaven escampats en petites fortificacions per tota la regió. Probablement, Cerial, degut a la urgència, només devia ser capaç de reunir tres cohorts, infanteria auxiliar i una unitat de 500 homes a cavall, en un conjunt d'uns 2.500 homes. Els romans van agafar la via romana des de Durovigtum (Godmanchester, Cambridgeshire), en una marxa aproximada de tres dies. Malgrat tot, arribaren massa tard per socórrer la colònia i es van trobar a les tribus britones esperant-los en el camp de batalla. Molt més nombrosos i frescos, els Britons van massacrar als romans amb facilitat. Tàcit diu que tota la infanteria va ser anorreada i només es pogueren escapar els homes a cavall, Cerial entre ells.

## Fets posteriors
Mentre els romans es reagrupaven, els rebels van cremar dues ciutats més, Londínium (Londres) i Verulàmium (St Albans, Hertfordshire). Finalment, Gai Suetoni Paulí va ser capaç d'esclafar la revolta després d'aconseguir la victòria en la batalla de Watling Street.